# Furtwängler (Familie)
Die weitverzweigte Familie Furtwängler entstammt einem Geschlecht von Bauern aus Furtwangen im Schwarzwald im heutigen Baden-Württemberg. Der ursprüngliche Hof der Familie, das „Furtwängle“, ist seit dem 14. Jahrhundert nachgewiesen.
Insbesondere seit dem 19. Jahrhundert brachte die Familie zahlreiche bedeutende musikalisch und künstlerisch begabte Mitglieder und Gelehrte hervor.

## Bekannte Familienmitglieder
- Philipp Furtwängler (1800–1867), Orgelbauer
  - Pius Furtwängler (1841–1910), Orgelbauer
  - Wilhelm Furtwängler (1829–1883), Orgelbauer
    - Philipp Furtwängler (1869–1940), Mathematiker
- Wilhelm Furtwängler (1809–1875), Altphilologe und Gymnasiallehrer
  - Adolf Furtwängler (1853–1907), Klassischer Archäologe
    - Wilhelm Furtwängler (1886–1954), Komponist und Dirigent
      - Andreas E. Furtwängler (* 1944), Klassischer Archäologe

    - Walter Furtwängler (1887–1967), Bergsteiger
      - Florian Furtwängler (1935–1992), Regisseur
      - Bernhard Furtwängler (1930–2012), Architekt
        - Maria Furtwängler (* 1966), Ärztin und Schauspielerin
          - Elisabeth Burda Furtwängler (* 1992), Unternehmerin

## Namensträger anderer oder unklarer Familienzugehörigkeit
Träger des Namens Furtwängler ohne Zugehörigkeit oder mit unklarer Zugehörigkeit zur oben genannten Familie:
- Felix Martin Furtwängler (* 1954), deutscher Maler, Grafiker und Buchkünstler.
- Franz Josef Furtwängler (1894–1965), deutscher Gewerkschafter und SPD-Politiker
- Hubert Furtwängler (1918–2011), (Wilhelm Furtwängler ist sein Onkel im dritten Grad), Kinderarzt und Übersetzer, Freund von Angehörigen der Widerstandsgruppe Weiße Rose und Mitgründer des Weisse Rose Instituts, verh. mit Margarete Furtwängler-Knittel (1921–2019), Konzertpianistin, Malerin und Übersetzerin, Tochter von John Knittel und Schwägerin von Luise Rainer